# Vampiri nel folclore oceaniano
Il vampiro nel folclore oceanico.

## Storia
Nel folklore dell'Oceania ci si imbatte in diverse figure della tipologia dei vampiri. In Australia si trovano i mrart, vampiri che infestano i deserti. Sono fantasmi, spiriti dei morti o di stranieri. Hanno molto più potere nelle tenebre, quando cercano di strappare altre vittime ai cimiteri. mentre in Nuova Guinea i Papua ritengono estremamente pericoloso perdere anche solo una goccia di sangue, perché essa è già più che sufficiente per consentire ad uno stregone di controllare magicamente il possessore di quel sangue e portarlo anche alla morte. Infine, per impedire il ritorno dei morti dalla tomba, queste popolazioni sono solite spezzare le gambe ai cadaveri o porre sul loro corpo delle pesanti pietre.
Affine alla famiglia dei vampiri è il Talamaur, delle Banks Islands. Il Talamaur può essere maschio o femmina ed è un vivente-vampiro che può parlare con i fantasmi dei morti per assoggettarli al suo volere e fare danno ai nemici vivi. Simile al Talamaus è il Tarunga, che fa uscire la sua anima dal corpo per appropriarsi dell'essenza vitale di chi è appena morto, alla cui tomba si avvicina con un suono simile a quanto si fa grattando su una porta di legno.
Un'altra figura spesso presente nella cultura aborigena è il Yara-ma-yha-who, creatura bassa e a metà tra un vampiro e un serpente. Questo tipo di vampiro ricorda l'africano Asasabonsam e si nasconde tra gli alberi di fico per aggredire gli ignari che vi passino sotto.